# It Would Be So Nice/Julia Dream
It Would Be So Nice/Julia Dream è un singolo del gruppo musicale britannico Pink Floyd, pubblicato il 12 marzo 1968.

## Descrizione
Secondo un articolo di giornale pubblicato nel 1968, esistono due versioni di It Would Be So Nice, differenti nel testo. La storia vuole che il testo della prima versione conteneva una citazione dal quotidiano britannico Evening Standard. Per questo la BBC ha bandito l'acquisto del singolo a causa di una rigida politica di non-pubblicità che non consentiva la menzione di qualsiasi prodotto per nome nel testo di una canzone. Il gruppo fu quindi costretto a ri-registrare la canzone cambiando il verso "Have you ever read the Evening Standard" con "Have you ever read the Daily Standard". Questa versione è l'unica che è stata ristampata in LP e CD. Non è chiaro quante copie "Evening Standard" del singolo esistano. Nonostante questa controversia gli avesse fatto pubblicità gratuita il singolo non fu molto programmato dalle radio e non riuscì ad entrare in classifica.

## Tracce
Lato A
1. It Would Be So Nice – 3:39 (Richard Wright)

Lato B
1. Julia Dream – 2:28 (Roger Waters)

## Formazione
- Roger Waters - basso, voce secondaria
- David Gilmour - chitarra, voce secondaria
- Rick Wright - voce principale, organo Hammond, piano, Mellotron
- Nick Mason - batteria, percussioni